# Lesznek Tibor
Lesznek Tibor (Budapest, 1955. június 2. – Budapest, 2005. március 3.) magyar színész.

## Életpályája
1981-ben végzett a Színház- és Filmművészeti Főiskolán Békés András osztályában, ezt követően élete végéig a Madách Színház tagja volt. Főleg karakterszerepeket játszott drámákban, illetve musicalekben, de szerepelt hangjátékokban, egy-egy filmben, filmsorozatban szereplőként vagy szinkronhangként is.

## Színházi szerepei
| \| Szerző \| A darab címe \| Bemutató dátuma \| Társulat – Színház \| Játszott szerep \| Forrás \| \| ----------------------------------------------------------------------------------------------------------------------------- \| -------------------------------------------- \| -------------------- \| ---------------------------------------------------------------------------------- \| -------------------------------------------------------------------------------- \| ---------------------------------------------------------------------------------------------------------------------------------------------------------------------------------------------------------------------------------------------- \| \| Ben Jonson \| Bertalannapi vásár \| 1975. május 28. \| Nemzeti Színház \| Csóka, a bábszínház jegyszedője \| \| \| Nyikolaj Vasziljevics Gogol \| A revizor \| 1975. október 3. \| Szolnok, Szigligeti Színház \| \| \| \| Charles De Coster–Grigorij Gorin \| Thyl Ulenspiegel \| 1976. április 9. \| Szolnok, Szigligeti Színház \| \| \| \| Bereményi Géza, Tabi László, Békés András, Tímár György, Orbán Ottó, Kaposy Miklós, Peterdi Pál, Görgey Gábor, Verebes István \| Köz-társasági huntzutságok \| 1979. július 6. \| Szentendrei Templomtéri Játékok \| (III. f.h.) \| \| \| Örkény István–Valló Péter \| In memoriam Ö.I. \| 1980. január 25. \| Vígszínház \| (f.h.) \| \| \| Carlo Goldoni \| Két úr szolgája \| 1980. április 23. \| Játékszín \| Dottore (f.h.) \| \| \| Szophoklész \| Aiasz \| 1980. június 28. \| Színház- és Filmművészeti Főiskola III. évfolyama – Eger, Agria Játékszín, Romkert \| Hírnök (f.h.) \| \| \| Percy Bysshe Shelley \| A Cenci-ház \| 1980. október 31. \| Színház- és Filmművészeti Főiskola – Szegedi Nemzeti Színház Kisszínpada \| Giacomo, Cenci gróf egyik fia (f.h.) \| \| \| Friedrich Dürrenmatt \| A baleset \| 1981. február 28. \| Madách Színház – Budapesti Gyermekszínház \| Brechbühl, rendőr (f.h.) \| \| \| Füst Milán–Valló Péter \| A sanda bohóc \| 1981. március 11. \| Vígszínház \| (f.h.) \| \| \| Molière \| Kényszerházasság \| 1981. május 22. \| Színház- és Filmművészeti Főiskola – Ódry Színpad \| Sganarelle \| \| \| Csiky Gergely \| Mukányi \| 1981. július 3. \| Szentendrei Teátrum \| \| \| \| Molière \| A fösvény \| 1981. november 19. \| Madách Színház \| Cléante, Harpagon fia \| \| \| William Shakespeare \| A makrancos hölgy avagy Boszorkányszelídítés \| 1982. február 13. \| Madách Színház \| Lucentio, Bianca harmadik kérője \| \| \| Szabó Magda \| A csata \| 1982. március 26. \| Madách Színház \| Bács \| \| \| Mikszáth Kálmán-Karinthy Ferenc–Benedek András \| A Noszty fiú esete Tóth Marival \| 1982. november 19. \| Madách Színház \| Krackner báró \| \| \| Háy Gyula \| Isten, császár, paraszt \| 1983. január 28. \| Madách Színház \| Hunyadi János \| \| \| T. S. Eliot–Andrew Lloyd Webber \| Macskák \| 1983. március 25. \| Madách Színház \| Koricipat \| \| \| Bernard Slade \| Jövőre, veled, ugyanitt \| 1978. november 23. \| Madách Színház – Madách Színház Kamaraszínháza \| George (szerepátvétel Sztankay Istvántól, 1983. május 5-től) \| \| \| Szabó Magda \| Béla király \| 1983. december 9. \| Madách Színház \| Bács (szerepkettőzés Pusztaszeri Kornél f.h.-val) \| \| \| Molnár Ferenc \| Játék a kastélyban \| 1984. február 25. \| Madách Színház – Madách Kamaraszínház \| Titkár \| \| \| Arnold Wesker \| A királynő katonái \| 1984. április 27. \| Madách Színház – Madách Kamaraszínház \| Chas Wingate \| \| \| Tom Stoppard \| Íme, egy szabad ember \| 1985. február 1. \| Madách Színház – Madách Kamaraszínház \| Able tengerész \| \| \| Polgár Ernő \| Túl az Egyenlítőn \| 1985. június 30. \| Madách Színház – Hajószínház \| Wright, elektrikus \| \| \| William Shakespeare \| Szeget szeggel \| 1985. november 24. \| Madách Színház \| Lucio, nagyszájú léhűtő \| \| \| Ray Cooney \| Páratlan páros \| 1985. december 31. \| Madách Színház – Madách Kamaraszínház \| Troughton, felügyelő \| \| \| Albert Camus \| Caligula \| 1986. november 21. \| Madách Színház – Madách Színház Kamaraszínháza \| Lucius \| \| \| Edmond Rostand \| Cyrano de Bergerac \| 1987. július 17. \| Madách Színház – Szeged, Dóm tér \| Carluccio, tenorista \| \| \| Carlo Goldoni \| Szmirnai komédiások \| 1987. augusztus 8. \| Óbudai Fő tér, Szabadtéri Színpad \| Carluccio, tenorista \| \| \| Alekszandr Galin \| Vaklárma \| 1987. november 14. \| Reflektor Színpad \| Grigorij \| \| \| William Shakespeare \| Tévedések vígjátéka \| 1988. szeptember 30. \| Madách Színház \| Angelo \| \| \| Eduardo Manet \| Lady Strassz \| 1989. február 16. \| Reflektor Színpad \| Manuel Sierra, vagyis a Villám \| \| \| William Shakespeare–Edward Bond \| Lear \| 1989. november 2. \| Madách Színház – Madách Színház Stúdiószínpada \| North \| \| \| Müller Péter \| Szemenszedett igazság \| 1990. január 20. \| Madách Színház – Madách Kamara \| Anton Pin \| \| \| Molnár Ferenc \| Az üvegcipő \| 1990. április 27. \| Madách Színház \| Fényképész \| \| \| Miroslav Krleža–Miroslav Belović \| Terézvári garnizon \| 1990. október 12. \| Madách Színház \| Döbrentey százados \| \| \| Csukás István \| Ágacska \| 1990. december 25. \| Új Idő Színház – MOM Művelődési Központ \| Dani kacsa \| \| \| Tim Rice–Andrew Lloyd Webber \| József és a színes, szélesvásznú álomkabát \| 1991. január 11. \| Madách Színház \| Pék \| \| \| Szigligeti Ede \| Liliomfi \| 1991. szeptember 21. \| Madách Színház – Madách Kamara \| Gyuri, pincér \| \| \| Szép Ernő \| Lila ákác \| 1992. március 20. \| Madách Színház – Madách Kamaraszínház \| Zsüzsü, balettmester \| \| \| Lengyel Menyhért \| Taifun \| 1993. március 12. \| Madách Színház – Madách Kamara \| Yotomo Yoshi \| \| \| Graham Greene–Giles Havergal \| Utazások nénikémmel \| 1993. november 12. \| Madách Színház – Madách Kamara \| Pap; Taxisofőr; Sparrow kartársa; Spanyol úr; Rendőr; Hotelportás; Német tiszt \| \| \| Molnár Ferenc \| Riviera \| 1994. január 28. \| Madách Színház – Madách Kamara \| Grill \| \| \| Leonard Gershe \| A pillangók szabadok \| 1994. március 12. \| Karinthy Színház \| Ralph Austin \| \| \| Juhász István \| Feri világgá megy \| 1994. október 22. \| Madách Színház \| Sámuel nyomozó \| \| \| Jean Anouilh \| Becket vagy Isten becsülete \| 1995. február 10. \| Madách Színház – Madách Kamara \| 1. angol báró \| \| \| Andrew Bergman \| Társasjáték New Yorkban \| 1995. június 16. \| Madách Színház – Madách Kamara \| Martin \| \| \| Jan Werich–Jiří Voskovec \| A nehéz Barbara \| 1995. szeptember 22. \| Madách Színház \| Második polgár \| \| \| William Shakespeare \| Ahogy tetszik \| 1996. január 19. \| Madách Színház – Madách Kamara \| Próbakő \| \| \| Anthony Marriott–Alistair Foot \| Csak semmi szex, angolok vagyunk \| 1996. április 3. \| Madách Színház \| Peter Hunter \| \| \| Zilahy Lajos \| Házasságszédelgő \| 1996. június 12. \| Nyári Színházi Fesztivál – Vidám Színpad \| Írnok-ügyvéd \| \| \| Fazekas Mihály–Schwajda György \| Lúdas Matyi \| 1996. október 19. \| Madách Színház \| Díszletliba \| \| \| Edmond Rostand \| A sasfiók \| 1996. november 29. \| Madách Színház \| Őrmester \| \| \| Thomas Mann–Kolos István–Mácsai Pál \| Mario és a varázsló \| 1996. december 12. \| Madách Színház – Madách Színház Stúdió \| Angiolieri úr \| \| \| Pozsgai Zsolt \| Szeretlek, színház (Katona) \| 1997. szeptember 21. \| Madách Színház – Pesti Vigadó \| Pergő Celesztin, színigazgató \| \| \| Charles Dickens–Lionel Bart \| Oliver! \| 1997. december 20. \| Madách Színház \| Noah Claypole (szerepkettőzés Szűcs Gáborral) \| \| \| Jókai Mór \| A bolondok grófja \| 1998. március 15. \| Budaörsi Játékszín \| Gerő, kulcsár \| \| \| Neil Simon \| Mezítláb a parkban \| 1998. június 12. \| Madách Színház – Madách Kamara \| Telefonszerelő \| \| \| Neil Simon \| Pletyka \| 1998. szeptember 25. \| Madách Színház – Madách Kamara \| Welch, rendőrőrmester \| \| \| Madách Imre \| Az ember tragédiája \| 1999. október 23. \| Madách Színház \| Színjátékos \| \| \| Herczeg Ferenc \| Kék róka \| 1999. november 12. \| Madách Színház – Madách Stúdió \| Pál[m 2] \| <ref[halott link] group=m>A Színházi adattár adatbázisa (2015. augusztus 7-i lekérdezés) Archiválva 2015. szeptember 24-i dátummal a Wayback Machine-ben szerint nem szereplője a darabnak, Pál szerepét pedig Kerekes László játszotta.</ref> \| \| Mikszáth Kálmán–Müller Péter–Tolcsvay László–Müller Péter Sziámi \| Beszterce ostroma \| 1999. december 30. \| Madách Színház \| Jeszenka rendőr \| \| \| Németh László \| Széchenyi \| 2000. november 18. \| Madách Színház \| Báró Jósika Samu \| \| \| Balogh Elemér–Kerényi Imre \| Csíksomlyói passió \| 2001. március 18. \| Madách Színház \| 2. sátány; 2. sidó ifjú; 2. bélpoklos; 2. vén; 2. vénasszony; 2. tanú; 2. katona \| \| \| Molnár Ferenc \| Egy, kettő, három \| 2001. november 10. \| Madách Színház \| Colleon \| \| \| Molnár Ferenc \| A testőr \| 2001. december 15. \| Madách Színház – Madách Kamara \| A hitelező \| \| \| Howard Barker \| Jelenetek egy kivégzésből \| 2002. április 13. \| Madách Színház – Madách Kamara \| Sordo, velencei festő \| \| \| Friedrich Dürrenmatt–Balatoni Monika \| Írói élmény \| 2003. január 25. \| Madách Színház – Madách Stúdió \| Író \| \| \| Gaston Leroux–Richard Stilgoe–Charles Hart–Andrew Lloyd Webber \| Az Operaház fantomja \| 2003. június 1. \| Madách Színház \| Árverési kikiáltó (szerepkettőzés Pusztaszeri Kornéllal) \| \| \| Dale Wasserman \| Kakukkfészek \| 2003. november 8. \| Madách Színház \| Scanlon \| \| \| Békés Pál \| A kétbalkezes varázsló \| 2004. szeptember 24. \| Madách Színház \| Hoppmester (szerepét később Röthler Balázs veszi át) \| \| \| Colin Higgins \| Maude és Harold \| ? \| ? \| Doppel őrmester \| [m 3] \| |                                              |                      |                                                                                    |                                                                                  | |
| Szerző | A darab címe                                 | Bemutató dátuma      | Társulat – Színház                                                                 | Játszott szerep                                                                  | Forrás |
| Ben Jonson | Bertalannapi vásár                           | 1975. május 28.      | Nemzeti Színház                                                                    | Csóka, a bábszínház jegyszedője                                                  | |
| Nyikolaj Vasziljevics Gogol | A revizor                                    | 1975. október 3.     | Szolnok, Szigligeti Színház                                                        |                                                                                  | |
| Charles De Coster–Grigorij Gorin | Thyl Ulenspiegel                             | 1976. április 9.     | Szolnok, Szigligeti Színház                                                        |                                                                                  | |
| Bereményi Géza, Tabi László, Békés András, Tímár György, Orbán Ottó, Kaposy Miklós, Peterdi Pál, Görgey Gábor, Verebes István | Köz-társasági huntzutságok                   | 1979. július 6.      | Szentendrei Templomtéri Játékok                                                    | (III. f.h.)                                                                      | |
| Örkény István–Valló Péter | In memoriam Ö.I.                             | 1980. január 25.     | Vígszínház                                                                         | (f.h.)                                                                           | |
| Carlo Goldoni | Két úr szolgája                              | 1980. április 23.    | Játékszín                                                                          | Dottore (f.h.)                                                                   | |
| Szophoklész | Aiasz                                        | 1980. június 28.     | Színház- és Filmművészeti Főiskola III. évfolyama – Eger, Agria Játékszín, Romkert | Hírnök (f.h.)                                                                    | |
| Percy Bysshe Shelley | A Cenci-ház                                  | 1980. október 31.    | Színház- és Filmművészeti Főiskola – Szegedi Nemzeti Színház Kisszínpada           | Giacomo, Cenci gróf egyik fia (f.h.)                                             | |
| Friedrich Dürrenmatt | A baleset                                    | 1981. február 28.    | Madách Színház – Budapesti Gyermekszínház                                          | Brechbühl, rendőr (f.h.)                                                         | |
| Füst Milán–Valló Péter | A sanda bohóc                                | 1981. március 11.    | Vígszínház                                                                         | (f.h.)                                                                           | |
| Molière | Kényszerházasság                             | 1981. május 22.      | Színház- és Filmművészeti Főiskola – Ódry Színpad                                  | Sganarelle                                                                       | |
| Csiky Gergely | Mukányi                                      | 1981. július 3.      | Szentendrei Teátrum                                                                |                                                                                  | |
| Molière | A fösvény                                    | 1981. november 19.   | Madách Színház                                                                     | Cléante, Harpagon fia                                                            | |
| William Shakespeare | A makrancos hölgy avagy Boszorkányszelídítés | 1982. február 13.    | Madách Színház                                                                     | Lucentio, Bianca harmadik kérője                                                 | |
| Szabó Magda | A csata                                      | 1982. március 26.    | Madách Színház                                                                     | Bács                                                                             | |
| Mikszáth Kálmán-Karinthy Ferenc–Benedek András | A Noszty fiú esete Tóth Marival              | 1982. november 19.   | Madách Színház                                                                     | Krackner báró                                                                    | |
| Háy Gyula | Isten, császár, paraszt                      | 1983. január 28.     | Madách Színház                                                                     | Hunyadi János                                                                    | |
| T. S. Eliot–Andrew Lloyd Webber | Macskák                                      | 1983. március 25.    | Madách Színház                                                                     | Koricipat                                                                        | |
| Bernard Slade | Jövőre, veled, ugyanitt                      | 1978. november 23.   | Madách Színház – Madách Színház Kamaraszínháza                                     | George (szerepátvétel Sztankay Istvántól, 1983. május 5-től)                     | |
| Szabó Magda | Béla király                                  | 1983. december 9.    | Madách Színház                                                                     | Bács (szerepkettőzés Pusztaszeri Kornél f.h.-val)                                | |
| Molnár Ferenc | Játék a kastélyban                           | 1984. február 25.    | Madách Színház – Madách Kamaraszínház                                              | Titkár                                                                           | |
| Arnold Wesker | A királynő katonái                           | 1984. április 27.    | Madách Színház – Madách Kamaraszínház                                              | Chas Wingate                                                                     | |
| Tom Stoppard | Íme, egy szabad ember                        | 1985. február 1.     | Madách Színház – Madách Kamaraszínház                                              | Able tengerész                                                                   | |
| Polgár Ernő | Túl az Egyenlítőn                            | 1985. június 30.     | Madách Színház – Hajószínház                                                       | Wright, elektrikus                                                               | |
| William Shakespeare | Szeget szeggel                               | 1985. november 24.   | Madách Színház                                                                     | Lucio, nagyszájú léhűtő                                                          | |
| Ray Cooney | Páratlan páros                               | 1985. december 31.   | Madách Színház – Madách Kamaraszínház                                              | Troughton, felügyelő                                                             | |
| Albert Camus | Caligula                                     | 1986. november 21.   | Madách Színház – Madách Színház Kamaraszínháza                                     | Lucius                                                                           | |
| Edmond Rostand | Cyrano de Bergerac                           | 1987. július 17.     | Madách Színház – Szeged, Dóm tér                                                   | Carluccio, tenorista                                                             | |
| Carlo Goldoni | Szmirnai komédiások                          | 1987. augusztus 8.   | Óbudai Fő tér, Szabadtéri Színpad                                                  | Carluccio, tenorista                                                             | |
| Alekszandr Galin | Vaklárma                                     | 1987. november 14.   | Reflektor Színpad                                                                  | Grigorij                                                                         | |
| William Shakespeare | Tévedések vígjátéka                          | 1988. szeptember 30. | Madách Színház                                                                     | Angelo                                                                           | |
| Eduardo Manet | Lady Strassz                                 | 1989. február 16.    | Reflektor Színpad                                                                  | Manuel Sierra, vagyis a Villám                                                   | |
| William Shakespeare–Edward Bond | Lear                                         | 1989. november 2.    | Madách Színház – Madách Színház Stúdiószínpada                                     | North                                                                            | |
| Müller Péter | Szemenszedett igazság                        | 1990. január 20.     | Madách Színház – Madách Kamara                                                     | Anton Pin                                                                        | |
| Molnár Ferenc | Az üvegcipő                                  | 1990. április 27.    | Madách Színház                                                                     | Fényképész                                                                       | |
| Miroslav Krleža–Miroslav Belović | Terézvári garnizon                           | 1990. október 12.    | Madách Színház                                                                     | Döbrentey százados                                                               | |
| Csukás István | Ágacska                                      | 1990. december 25.   | Új Idő Színház – MOM Művelődési Központ                                            | Dani kacsa                                                                       | |
| Tim Rice–Andrew Lloyd Webber | József és a színes, szélesvásznú álomkabát   | 1991. január 11.     | Madách Színház                                                                     | Pék                                                                              | |
| Szigligeti Ede | Liliomfi                                     | 1991. szeptember 21. | Madách Színház – Madách Kamara                                                     | Gyuri, pincér                                                                    | |
| Szép Ernő | Lila ákác                                    | 1992. március 20.    | Madách Színház – Madách Kamaraszínház                                              | Zsüzsü, balettmester                                                             | |
| Lengyel Menyhért | Taifun                                       | 1993. március 12.    | Madách Színház – Madách Kamara                                                     | Yotomo Yoshi                                                                     | |
| Graham Greene–Giles Havergal | Utazások nénikémmel                          | 1993. november 12.   | Madách Színház – Madách Kamara                                                     | Pap; Taxisofőr; Sparrow kartársa; Spanyol úr; Rendőr; Hotelportás; Német tiszt   | |
| Molnár Ferenc | Riviera                                      | 1994. január 28.     | Madách Színház – Madách Kamara                                                     | Grill                                                                            | |
| Leonard Gershe | A pillangók szabadok                         | 1994. március 12.    | Karinthy Színház                                                                   | Ralph Austin                                                                     | |
| Juhász István | Feri világgá megy                            | 1994. október 22.    | Madách Színház                                                                     | Sámuel nyomozó                                                                   | |
| Jean Anouilh | Becket vagy Isten becsülete                  | 1995. február 10.    | Madách Színház – Madách Kamara                                                     | 1. angol báró                                                                    | |
| Andrew Bergman | Társasjáték New Yorkban                      | 1995. június 16.     | Madách Színház – Madách Kamara                                                     | Martin                                                                           | |
| Jan Werich–Jiří Voskovec | A nehéz Barbara                              | 1995. szeptember 22. | Madách Színház                                                                     | Második polgár                                                                   | |
| William Shakespeare | Ahogy tetszik                                | 1996. január 19.     | Madách Színház – Madách Kamara                                                     | Próbakő                                                                          | |
| Anthony Marriott–Alistair Foot | Csak semmi szex, angolok vagyunk             | 1996. április 3.     | Madách Színház                                                                     | Peter Hunter                                                                     | |
| Zilahy Lajos | Házasságszédelgő                             | 1996. június 12.     | Nyári Színházi Fesztivál – Vidám Színpad                                           | Írnok-ügyvéd                                                                     | |
| Fazekas Mihály–Schwajda György | Lúdas Matyi                                  | 1996. október 19.    | Madách Színház                                                                     | Díszletliba                                                                      | |
| Edmond Rostand | A sasfiók                                    | 1996. november 29.   | Madách Színház                                                                     | Őrmester                                                                         | |
| Thomas Mann–Kolos István–Mácsai Pál | Mario és a varázsló                          | 1996. december 12.   | Madách Színház – Madách Színház Stúdió                                             | Angiolieri úr                                                                    | |
| Pozsgai Zsolt | Szeretlek, színház (Katona)                  | 1997. szeptember 21. | Madách Színház – Pesti Vigadó                                                      | Pergő Celesztin, színigazgató                                                    | |
| Charles Dickens–Lionel Bart | Oliver!                                      | 1997. december 20.   | Madách Színház                                                                     | Noah Claypole (szerepkettőzés Szűcs Gáborral)                                    | |
| Jókai Mór | A bolondok grófja                            | 1998. március 15.    | Budaörsi Játékszín                                                                 | Gerő, kulcsár                                                                    | |
| Neil Simon | Mezítláb a parkban                           | 1998. június 12.     | Madách Színház – Madách Kamara                                                     | Telefonszerelő                                                                   | |
| Neil Simon | Pletyka                                      | 1998. szeptember 25. | Madách Színház – Madách Kamara                                                     | Welch, rendőrőrmester                                                            | |
| Madách Imre | Az ember tragédiája                          | 1999. október 23.    | Madách Színház                                                                     | Színjátékos                                                                      | |
| Herczeg Ferenc | Kék róka                                     | 1999. november 12.   | Madách Színház – Madách Stúdió                                                     | Pál                                                                              | <ref group=m>A Színházi adattár adatbázisa (2015. augusztus 7-i lekérdezés) Archiválva 2015. szeptember 24-i dátummal a Wayback Machine-ben szerint nem szereplője a darabnak, Pál szerepét pedig Kerekes László játszotta.</ref> |
| Mikszáth Kálmán–Müller Péter–Tolcsvay László–Müller Péter Sziámi | Beszterce ostroma                            | 1999. december 30.   | Madách Színház                                                                     | Jeszenka rendőr                                                                  | |
| Németh László | Széchenyi                                    | 2000. november 18.   | Madách Színház                                                                     | Báró Jósika Samu                                                                 | |
| Balogh Elemér–Kerényi Imre | Csíksomlyói passió                           | 2001. március 18.    | Madách Színház                                                                     | 2. sátány; 2. sidó ifjú; 2. bélpoklos; 2. vén; 2. vénasszony; 2. tanú; 2. katona | |
| Molnár Ferenc | Egy, kettő, három                            | 2001. november 10.   | Madách Színház                                                                     | Colleon                                                                          | |
| Molnár Ferenc | A testőr                                     | 2001. december 15.   | Madách Színház – Madách Kamara                                                     | A hitelező                                                                       | |
| Howard Barker | Jelenetek egy kivégzésből                    | 2002. április 13.    | Madách Színház – Madách Kamara                                                     | Sordo, velencei festő                                                            | |
| Friedrich Dürrenmatt–Balatoni Monika | Írói élmény                                  | 2003. január 25.     | Madách Színház – Madách Stúdió                                                     | Író                                                                              | |
| Gaston Leroux–Richard Stilgoe–Charles Hart–Andrew Lloyd Webber | Az Operaház fantomja                         | 2003. június 1.      | Madách Színház                                                                     | Árverési kikiáltó (szerepkettőzés Pusztaszeri Kornéllal)                         | |
| Dale Wasserman | Kakukkfészek                                 | 2003. november 8.    | Madách Színház                                                                     | Scanlon                                                                          | |
| Békés Pál | A kétbalkezes varázsló                       | 2004. szeptember 24. | Madách Színház                                                                     | Hoppmester (szerepét később Röthler Balázs veszi át)                             | |
| Colin Higgins | Maude és Harold                              | ?                    | ?                                                                                  | Doppel őrmester                                                                  | [ m 3 ] |

## Filmes, televíziós szerepei
- Ítélet előtt (tévésorozat, epizód: Egy lány halála; 1978) – Tálas Pista
- Mint oldott kéve (tévésorozat, epizód: Párizs-London 1851–1853; 1983) –
- A rágalom iskolája (tévéfilm, 1984) –
- Széchenyi napjai (tévésorozat, első epizód; 1985) –
- Kaviár és lencse (tévéfilm, 1985) – Roberto
- Gyalogbéka (tévésorozat, epizód: Tornacsuka a sárban; 1985) –
- A magyar kabaré levelező tagja – Rejtő Jenő estje (kabaré, 1986)[7] –
- Az aranyifjú (tévéfilm, 1986) –
- Akli Miklós (film, 1986) –
- Rejtő Jenő: Herkules bonbon (Szeszélyes évszakok kabaré, 1989) – Peremi[8]
- Zenés TV Színház (tévésorozat, epizód: Esküdtszéki tárgyalás; 1991) – Alperes
- Új Gálvölgyi Show (tévésorozat)
  - 1991. december 31-i epizód –
  - 1992. szeptember 30-i epizód –
- Szemben a Lánchíd oroszlánja (tévéfilm, 1995) –
- Kisváros (tévésorozat, epizód: A trükk; 1996) – Ivanics
- Szomszédok (tévésorozat)
  - 8. epizód (1987) – Falus százados
  - 9. epizód (1987) – Falus százados
  - 11. epizód (1987) – Falus százados
  - 13. epizód (1987) – Falus százados
  - 26. epizód (1988) – Falus százados
  - 237. epizód (1996) – Piri korábbi férje
  - 241. epizód (1996) – Piri korábbi férje
  - 293. epizód (1998) – Egy személy a diszkóban
  - 296. epizód (1998) – Egy személy a diszkóban
- Pasik! (tévésorozat)
  - A szerencse fia c. epizód (2001) – A szabó
  - Milliók c. epizód (2001) – A kéményseprő

### Szinkronszerepei
- A hét dada (film) – Viktor (Vladimir Ivashov)
- A leghosszabb nap (film) – Flanagan közlegény (Sean Connery)
- Kelly hősei (film) – Török (Shepherd Saunders)
- Az ördög jobb és bal keze (film) – Mimóza (Luciano Rossi)
- Csakazértis nagyapa (film) – Gerald Kotcher (Charles Aidman)
- Csillagok háborúja IV.: Egy új remény (film) – Arany Egyes (Angus MacInnes)
- A nagy verseny (film) – Roman Martyniuk (Edward Zentara)
- Hóvirágünnep (film) – Vendéglős (Jiří Schmitzer)
- Miss Marple történetei 3.: Gyilkosság meghirdetve (tévésorozat) – Patrick Simmons (Simon Shepherd)
- A békétlen (film) – Georg „Gori” Rauchenberger (Gerhard Acktun)
- Ernst Thälmann (film) – Walter Ulbricht (Harald Arnold)
- Schimanski kelepcében (film) – Hocks (Wolfram Berger)
- Die Hard: Drágán add az életed! (film) – Theo (Clarence Gilyard Jr.)
- Az örök megbízható (film) – Joe (Tom Isbell)
- Zárt kör (film) – Bud (Jeff Perry)
- A nyomozóriporter (film) – Rolf Gruel (Philip Anglim)
- Az óriás halála (film) – Dr. David Bruce Banner (Bill Bixby)
- Vadászat a Vörös Októberre (film) – Slavin (Boris Lee Krutonog)
- Agyhasadás (film) – Stockton (Lance Henriksen)
- Az óriás – Iggy (Meat Loaf)
- Amélie csodálatos élete (film) – Lucien (Jamel Debbouze)
- A kisasszony (Sinhá Moça) (telenovella) – dr. José Coutinho (Tato Gabus Mendes)[9]

## Rádiójátékok
- E.T.A. Hoffmann: Az arany virágcserép (1982)
- Füst Milán: Őszi vadászat (rádiójáték, 1983) – Samu[10][11][12]
- Balázs Attila: Ki ölte meg Mészáros Kelement? (1987)
- Simai Mihály: Gépirónia (1988)
- Dumas, Alexandre: A fekete tulipán (1989)
- Fekete István: Hajnal Badányban (1989)
- Prokofjeva, Szofja: A varázsló tanítványa (1989)
- Mattyasovszky Jenő: Hód fogságban (1990)
- Ambrus Zoltán: Giroflé és Girofla (1995)